# Cultuurgeschiedenis
Cultuurgeschiedenis (cultuurhistorie) is de geschiedenis van de levensstijl (cultuur) van een samenleving, en het vakgebied binnen de geschiedschrijving dat zich met deze geschiedenis bezighoudt. Als academische discipline bestrijkt de cultuurgeschiedenis diverse maatschappelijke domeinen zoals kunst, vrijetijdsbesteding, religie, wetenschap, politiek, zorg, en het dagelijks leven.
Deelgebieden binnen het vakgebied van de cultuurgeschiedenis zijn van oudsher:
- kunstgeschiedenis
- literatuurgeschiedenis
- boekgeschiedenis
- theatergeschiedenis
- muziekgeschiedenis
- filmgeschiedenis
- bouwkunstgeschiedenis
- godsdienstgeschiedenis
- ideeëngeschiedenis
- mentaliteitsgeschiedenis
- cultuurhistorie

Vaak wordt er ook nog beschavingsgeschiedenis en expansiegeschiedenis onder verstaan.
De traditionele cultuurgeschiedenis hield zich niet zozeer bezig met politiek, economie of staatsinrichting. Vanaf ongeveer 1985 is echter sprake van een opleving van het cultuurhistorisch vakgebied, waarbij vrijwel alle domeinen van het menselijke leven tot de cultuur worden gerekend. Onder cultuurgeschiedenis in ruimere zin vallen alle historische fenomenen die op enigerlei wijze met de mens te maken hebben. 
Onder de cultuurhistorie van een gebied verstaat men (in Nederland) een combinatie van een aantal ruimtelijke wetenschappen, zoals  archeologie, historische geografie, bouwhistorie, historische ecologie, soms ook toponymie en fysische geografie.

## Recente literatuur
- Peter Burke, What is Cultural History? (Cambridge: Polity Press, 2004) - vertaald als Wat is cultuurgeschiedenis? (Utrecht 2007)
- Philippe Poirrier, Les Enjeux de l'histoire culturelle (Parijs: Seuil, 2004)
- Georg Schwarz, Kulturexperimente im Altertum (Berlin 2010)
- Brown, Peter The Rise of Western Christendom: Triumph and Diversity, A.D. 200-1000 (Oxford 1996, 2003, 2013)
- Rob Meens en Carine van Rhijn (red.) Cultuurgeschiedenis van de middeleeuwen (WBooks Zwolle 2015)